# Палюн, Ллойд
Ллойд Палюн (фр. Lloyd Palun; 28 ноября 1988 года, Арль, Франция) — габонский футболист, защитник и полузащитник французского клуба «Бастия» и национальной сборной Габона.

## Клубная карьера
Ллойд является воспитанником футбольного клуба «Мартиг». В 2008 году перешел в состав первой команды. В сезоне 2008/2009 играл за клуб в четвёртом дивизионе. В 2009 году ушёл в La Trinité SFC.
В 2011 году Ллойд перешёл в «Ниццу». В Лиге 1 дебютировал 7 апреля 2011 года в матче с марсельским «Олимпиком». В 2015 году стал футболистом «Ред Стара».

## Международная карьера
За национальную сборную Габона Ллойд дебютировал 9 февраля 2011 года в товарищеском матче против сборной ДР Конго. В 2012 году был вызван в национальную команду на Кубок африканских наций 2012.